# Palazzo Caracciolo di Martina
Der Palazzo Caracciolo di Martina, auch Palazzo in Vico Sedil Capuano 21, ist ein Palast aus dem 16. Jahrhundert im Viertel San Lorenzo in Neapel in der italienischen Region Kampanien. Er liegt im Vico Sedil Capuano, 21.

## Geschichte und Beschreibung
Der Palast stammt aus dem späten 16. Jahrhundert. Er erfuhr in den folgenden Jahrhunderten bedeutende Veränderungen. Die bedeutendsten stammen aus dem 18. Jahrhundert. In dieser Zeit wurde die Treppe an der Südseite errichtet, die zur Straßenseite hinaus über drei Stockwerke je zwei Bögen hat.
Aus den Aufzeichnungen des Herzogs von Noja ersieht man, dass das Gebäude einen C-förmigen Grundriss gehabt haben muss. Der Hof war zur dahinter liegenden Straße (Via Santa Maria Vertecoeli) hin offen. Wenn man die Skizzen des Herzogs von Noja von 1775 mit dem des Königlichen kriegstopographischen Amtes von 1836 vergleicht, sieht man, dass in diesem Zeitraum die vierte Seite des Hofes geschlossen wurde. Der neu errichtete Gebäudeteil, ist zudem auf dem Plan von Schiavoni von 1877 zu sehen.
Im rechteckigen Innenhof befinden sich auf der rechten Seite die Reste eines Portikus mit Loggia. Die Bögen müssen bei der Schließung der vierten Hofseite verschlossen worden sein. An der Innenfassade zum Eingang hin sind noch Dekorationen der neapolitanischen Renaissance aus dem 16. Jahrhundert erhalten, die stark verändert wurden. Im zweiten Stock sind die Schnitte in den Fensterrahmen aus Piperno zu sehen, die später angebracht wurden, um Platz für die kleinen Balkone zu schaffen.
Die Außenfassade ist durch zwei vertikal versetzte Renaissancefenster gekennzeichnet, die sich über dem Portal aus Piperno aus dem 16. Jahrhundert befinden, das später für die Durchfahrt von Kutschen erweitert wurde. Das Portal befindet sich, wie das gesamte Gebäude, in schlechtem Erhaltungszustand. Bei einer unsachgemäßen Reinigung gingen auch die Färbungen des Piperno verloren.